# Онейда (плем'я)
Онейда, також онайда ([oʊˈnaɪdə] oh-NYE-də ; автонім : Onʌyoteˀa·ká·, Onyota'a: ka, народ вертикального або стоячого каменю, Thwahrù·nęʼ мовою тускарора) — індіанське плем'я США та група перших націй Канади. Вони є однією з п'яти племін-засновників конфедерації Ірокезів у північній частині штату Нью-Йорк, зокрема поблизу Великих озер.
Спочатку індіанці онейда жили на території теперішнього центрального Нью-Йорка, зокрема навколо озера Онейда та округу Онейда. Сьогодні онейда мають чотири федерально визнані групи: індіанська нація онейда в Нью-Йорку, нація онейда в Грин-Бей, штат Вісконсін і навколо нього, у Сполучених Штатах; і два в провінції Онтаріо, Канада: Онейда шести націй Великої річки та Онейда на Темзі в Саутволді.
Ім'я «онейда» походить від англійської вимови Onyota'a: ka, самоназви людей цього племені. Onyota'a: ka означає «люди стоячого каменя». Ця ідентичність заснована на давній легенді. Вороже плем'я пішки переслідувало людей онейди. Коли їхні вороги переслідували онейду на галявині в лісі, вони раптово зникли. Ворог не міг їх знайти, і тому було сказано, що Онейда змінила форму каменів, які стояли на галявині. У результаті вони стали відомі як «Люди стоячого каменя».

## Визнані нації Онейда
- Індіанська нація онейда в Нью-Йорку
- Онейда, штат Вісконсін, у Грин-Бей, штат Вісконсін, і навколо нього
- Нація Онейда на Темзі в Саутволді, Онтаріо
- Онейда шести націй Великої річки, Онтаріо

## Відома представники племені Онейда
- Карл Дж. Артман (нар. 1965), помічник секретаря Бюро у справах індіанців.
- Марк Блек (нар. 1984), професійний хокеїст, актор, каскадер.
- Деніел Брід (1800—1873), головний вождь Онейди.
- Поллі Купер, лідерка, віднесла білу кукурудзу генералу Вашингтону та військам у 1777—1778 роках під час революції в зимових квартирах у Веллі-Фордж і навчила їх готувати її.
- Кора Елм (1891—1949), американська медсестра у Франції під час Першої світової війни
- Грем Грін (нар. 1952), актор.
- Чарлі Гілл (1961—2013), комік, артист.
- Лаура «Мінні» Корнеліус Келлог (1880—1947), активістка початку XX століття у боротьбі за земельні претензії Онейда.
- Ліллі Роза Мінока Хілл (1876—1952), лікарка-ірокез XX століття; офіційно прийнята Онейдою за її роботу з ними протягом десятиліть.
- Коді МакКормік (нар. 1983), канадський професійний хокеїст Колорадо Евеланш
- Емма Кемп Мід (1866—1934), господарка готелю та травниця в Індіан Лейк, Нью-Йорк
- Скенандоа (він же Скенандо, Шенандоа) (бл. 1706—1816), вождь сосен і лідер під час Американської революції; союзник американців
- Джоан Шенандоа (1957—2021), відома співачка та виконавиця.
- Деннісон Вілок (1871—1927), композитор, диригент і хорунжий соліст кінця XIX — початку XX століть.
- Джеймс Райлі Вілок, музикант, диригент і соліст на кларнеті.
- Тьонаджанеген, лідерка, разом із чоловіком Ханом Єрі билася в битві при Оріскані.
- Рей Халбріттер (нар. 1951), лідер індіанської нації онейда, 1975–тепер.
- Найла Роуз (нар. 1982), професійна борчиня.
- Нілсон Паулесс (нар. 1996), професійний велогонщик (Тур де Франс 2020).